# Thomas Turgoose
Thomas Turgoose, född 11 februari 1992 i Grimsby, North East Lincolnshire, är en brittisk film- och TV-skådespelare, känd för huvudrollen som Shaun i Shane Meadows långfilm This Is England.
För rollen i This Is England blev han tilldelad priset Bästa nykomling vid den brittiska filmgalan British Independent Film Awards. Efter framgångarna med This is England har Turgoose fortsatt att arbeta tillsammans med Shane Meadows i både Somers Town och de uppföljande miniserierna This is England '86, This is England '88 och This is England '90.
Under inspelningen av This Is England dog Turgooses mor Sharon och filmen är därför tillägnad henne.

## Filmografi
- This Is England (2006)
- The Innocence Project (2006 - 2007, TV)
- Somers Town (2008)
- Eden Lake (2008)
- The Scouting Book for Boys (2009)
- This Is England '86 (2010) TV
- This Is England '88 (2011) TV
- Birdsong (2012) TV
- This is England '90 (2015) TV